# Ribeira Seca
Ribeira Seca – parafia (freguesia) gminy Vila Franca do Campo. W 2011 miejscowość była zamieszkiwana przez 1106 osób.